# Sentier de grande randonnée de pays Tour du Pays du Mont-Blanc
Ne doit pas être confondu avec Sentier de grande randonnée Tour du Mont-Blanc.
Le sentier de grande randonnée de pays Tour du Pays du Mont-Blanc ou GRP Tour du Pays du Mont-Blanc est un itinéraire de randonnée de pays situé en France, dans les Alpes, dans les massifs du Mont-Blanc, du Beaufortain, des Aravis, du Faucigny et des Aiguilles Rouges.

## Tracé
Son tracé est commun ou croise celui d'autres itinéraires de randonnée comme celui des GR 5 et GR E2 dans les massifs du Faucigny, des Aiguilles Rouges et Mont-Blanc et du Beaufortain, du Tour du Mont-Blanc dans le massif des Aiguilles Rouges ou encore du GRP Tour du Beaufortain dans les massifs du Mont-Blanc et du Beaufortain.
Formant une boucle, son tracé passe, en le faisant débuter à Sallanches, sur le vieux pont de Saint-Martin franchissant l'Arve, à l'altitude la plus basse du parcours avec 540 mètres. Dans le sens horaire, l'itinéraire aborde ensuite le massif du Faucigny au pied de la tête du Colonney en direction de Praz Coutant et de Plaine Joux au-dessus de Plateau d'Assy. Restant sous la chaîne des Fiz, il arrive au col de Salenton, point culminant du parcours à 2 526 mètres d'altitude. La descente se fait dans le vallon de Bérard en direction du col des Montets. De là, une courte ascension permet de gagner le lac Blanc et de rester en balcon sous les sommets des Aiguilles Rouges, au-dessus de la vallée de Chamonix, face au massif du Mont-Blanc ; le tracé est alors commun avec le TMB. Une fois atteint le Brévent à 2 525 mètres d'altitude, le sentier traverse la vallée de Chamonix par les Houches, remontant au Prarion et basculant dans le val Montjoie par Bionnassay et les chalets de Miage. Arrivé dans le massif du Beaufortain, le sentier s'approche des crêtes et sommets, franchissant de nombreux petits cols au-dessus des Contamines-Montjoie et de Hauteluce. Le val d'Arly est franchi via Praz-sur-Arly, poursuivant son itinéraire par des crêtes, petits sommets et cols au pied de la chaîne principale des Aravis, au-dessus de la vallée de l'Arve, avant de redescendre sur Sallanches.
De nombreuses variantes existent, permettant de raccourcir parfois substantiellement le trajet : entre Plaine Joux et le Prarion par Servoz au milieu de la boucle, entre le refuge de Moëde-Anterne et le col du Brévent, entre le Prarion et la chaîne des Aravis par Saint-Gervais-les-Bains et Megève, entre le refuge de Nant-Borrant et le col du Joly dans le val Montjoie, entre la chaîne des Aravis et le massif du Faucigny par Combloux, Domancy et Passy, dans la chaîne des Aravis entre le Croisse Baulet et Sallanches, au pied du mont Charvet par le vallon des Fours ou encore au pied de la pointe Percée par les chalets de Doran. Des itinéraires d'accès au sentier existent au départ de la Giettaz ou de Chamonix-Mont-Blanc.

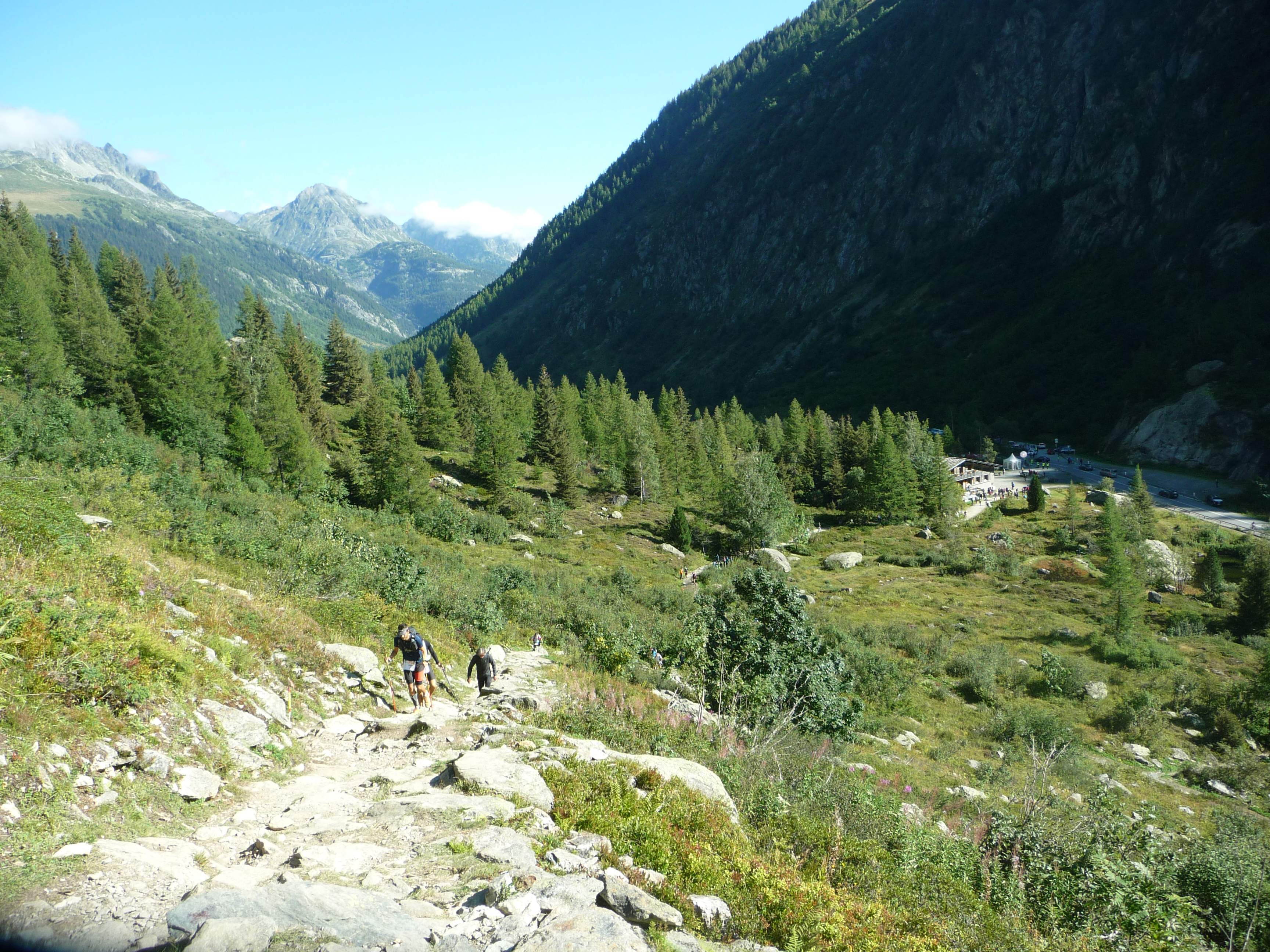
Le GRP Tour du Pays du Mont-Blanc au-dessus du col des Montets, dans la section appelée « Grand Balcon Sud » lors de l'édition 2021 de l'UTMB.